# Бандурист (Шевченко)
«Бандурист» — рисунок Тараса Шевченко, выполненный сепийной техникой. Создан в 1843 году во время первого путешествия художника по Украине. Одно из жанровых произведений Шевченко из сельской жизни. Рисунок изображает молодого бандуриста в шляпе, играющего у забора. Его окружают слушатели, изображённые на втором и третьем планах. Сюжетно рисунок связан с поэмой «Невольник» («Слепой»), хотя и был создан раньше неё. Долгое время хранился в частных коллекциях, пока не вошёл в состав фондов Музея украинских древностей В. В. Тарновского. С 1948 года хранится в Национальном музее Тараса Шевченко.

## История рисунка
Рисунок был создан в октябре 1843 года, во время первого путешествия Тараса Шевченко по Украине. Местом создания считается село Исковцы на Полтавщине. Датировка даётся по дате создания похожего рисунка «Казак-бандурист».
В отличие от рисунка «Казак-бандурист», изображение бандуриста в шляпе оставалось в собственности художника. Оно было включено Григорием Честаховским в список произведений Шевченко, составленный после его смерти в 1861 году. В апреле того же года рисунок перешёл в собственность товарища Шевченко — Михаила Лазаревского, позже его выкупила Украинская петербургская община. Затем рисунком последовательно владели Андрей Козачковский (июль 1861), Всеволод Коховский (1875), семья Каховских (1891) и София Бразоль (1893). У последней всю её коллекцию произведений Шевченко, учитывая и рисунок, в 1898 году выкупил Василий Тарновский (младший). Рисунок вошёл в состав фондов Музея украинских древностей В. В. Тарновского под инвентарным номером 167 (1899). После реорганизации музея последовательно хранился в Черниговском Государственном музее (1925), Галерее картин Тараса Шевченко (1933) и Центральном музее Тараса Шевченко (1940). С 1948 года рисунок хранится в Государственном музее Тараса Шевченко (с 1991 года Национальный музей Тараса Шевченко) под инвентарным номером г-904, состояние удовлетворительное.
Рисунок впервые упоминается под названием «Бандурист, окружённый слушателями» в статье Александра Русова «Коллекция рисунков Т. Г. Шевченко», опубликованной в журнале «Киевская старина» за 1894 год. Впервые опубликована репродукция в издании «Рисунки Т. Шевченко» (1914) под названием «Молодой кобзарь». Также, в литературе использовались такие названия: «Бандурист молодой играет, идя по улице», «Хлопец играет на бандуре». В седьмой том Полного собрания сочинений Тараса Шевченко в десяти томах рисунок был включён во гипотетическим названием «Слепой» («Невольник») как и одноимённая поэма поэта, созданная через два года после рисунка. В новом, двенадцатитомном, полном собрании сочинений Шевченко рисунок получил название «Бандурист».

## Сюжет рисунка
Рисунок выполнен с помощью сепии на листе бумаги размером 145*105 мм. На его обороте справа вверху есть надпись карандашом «№ 167» (номер по каталогу Музея украинских древностей). Ещё одна надпись слева внизу — чернилами печатными буквами выведено «Бандурист».
Рисунок представляет собой жанровое произведение из сельской жизни. На нём изображён яркий солнечный день, свет «выделяет типичные черты фигур людей и особенность ландшафта». На первом плане изображена «экспрессивная мощная фигура» молодого бандуриста в шляпе с широкими полями. Выразительность образа бандуриста придаёт тень от шляпы, которая почти полностью прикрывает его лицо и тень от бандуры, которая прикрывает поясную область и шаровары. За музыкантом виднеется забор, на который опёрся мальчик-поводырь. Благодаря удачной композиции из дуба, дома и колодца, фигуры бандуриста и поводыря кажутся озарены «будто изнутри». С другой стороны забора, в тени, стоят молодая девушка и пожилой человек, которые внимательно слушают бандуриста. Они символизируют молодость и почтённую мудрость. Вдали виднеются фигуры двух людей, которые прислушиваются к музыканту. Персоны второго и третьего плана изображены более обобщённо, с меньшей тональной насыщенностью.
Персонажи на рисунке носят наряды бедных крестьян, главный герой одет в повседневную рубашку с широкими рукавами, шаровары и постолы.
Сюжетно рисунок связан с поэмой «Невольник» («Слепой») и изображает сцену поэмы, где Ярина угадывает в слепом кобзаре своего жениха Степана:

Вот так, на улице, под тыном
Еще не стар кобзарь стоял
И про неволю распевал.
За тыном слушала Ярина…
Оригинальный текст (укр.)Отак на улиці під тином
Ще молодий кобзар стояв
І про невольника співав.
За тином слухала Ярина…

## Похожие рисунки
Известно ещё несколько графических произведений Тараса Шевченко с похожим сюжетом, все они датируются 1843 годом. В Национальном музее Тараса Шевченко хранится фотокопия утраченного варианта рисунка размером 23*18 см, где бандурист изображён с казацким оселедцем. В частном собрании Ильи Зильберштейна хранился эскиз рисунка на подобный сюжет, позже он был передан в Музей личных коллекций Государственного музея изобразительных искусств имени А. С. Пушкина в Москве. Он был сделан на обороте автопортрета, который Тарас Шевченко подарил княжне Варваре Репниной. Также, известно три наброска на эту тему, один из этих набросков известен только по фотокопии, потому что он находился на обороте оригинального рисунка «Казак-бандурист» и погиб вместе с ним во время пожара. В Шевченковском словаре подчёркивалось, что эскиз и наброски значительно отличаются друг от друга и от рисунков трактовкой персонажей и художественным решением.

## Участие в выставках
Выставки, на которых экспонировался рисунок:
- Выставка произведений Шевченко. Чернигов. 1929 (под названием «Парень играет на бандуре»).
- Юбилейная Шевченковская выставка. Киев — Москва. 1964.

## Галерея

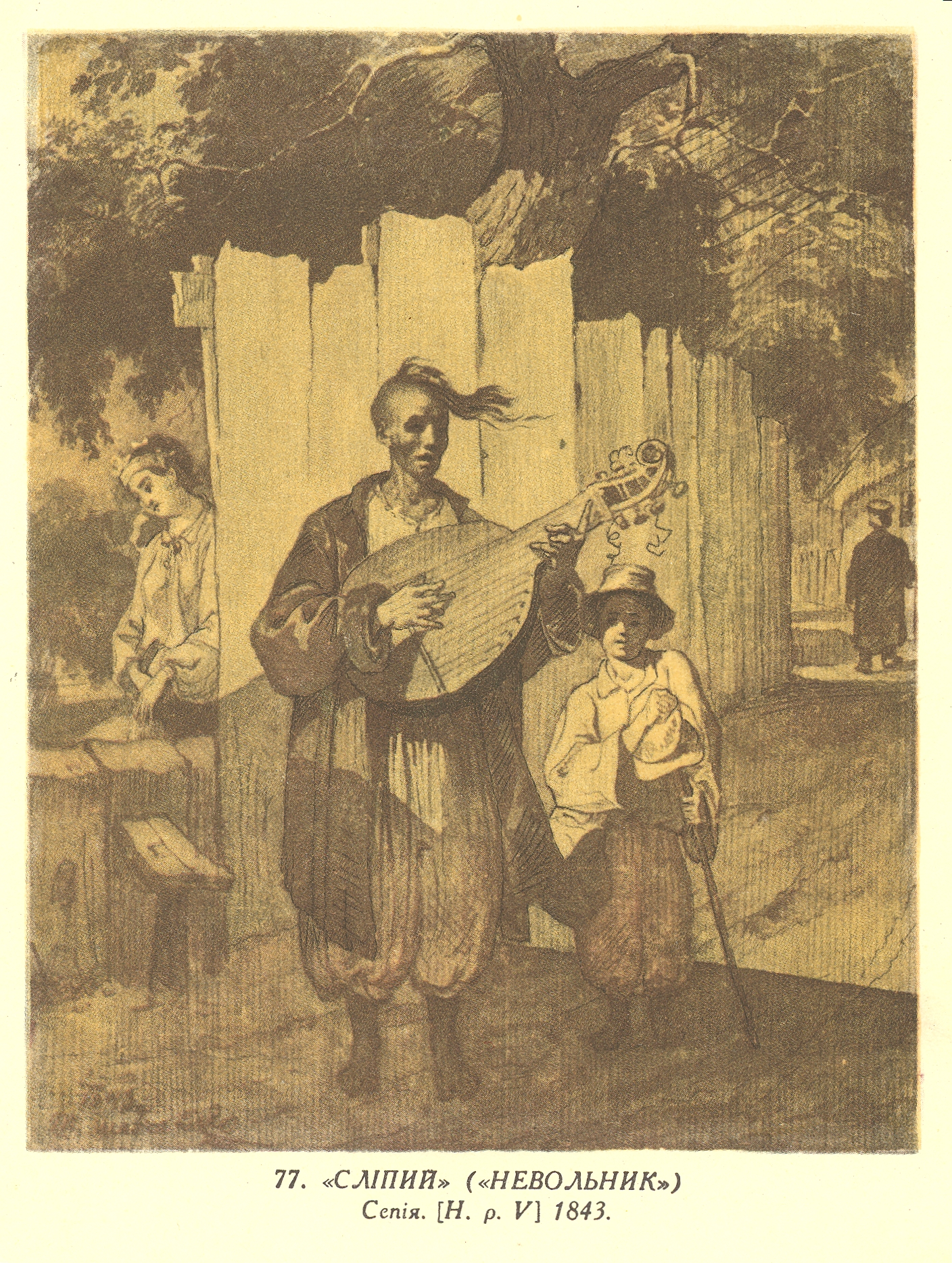
Казак-бандурист, рисунок
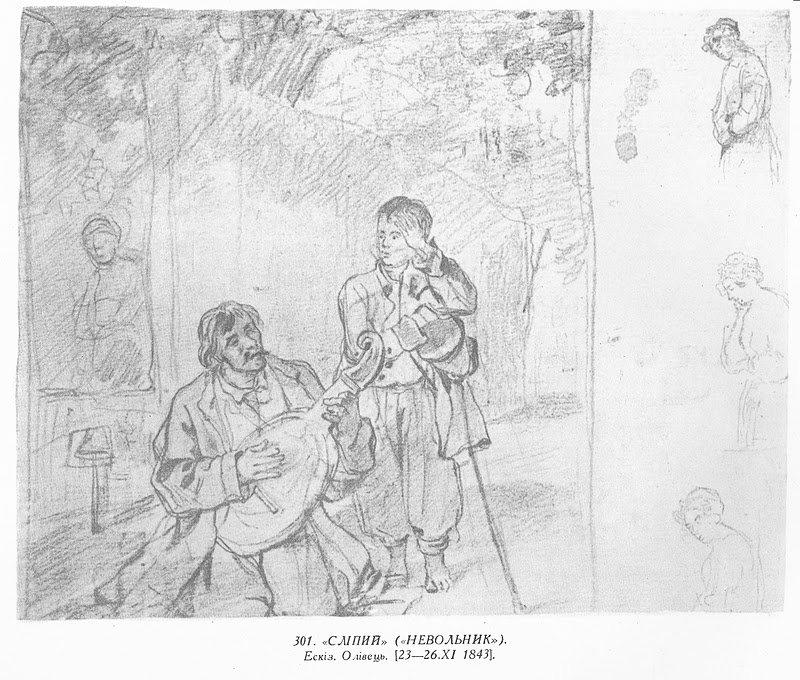
Кобзарь с поводырём, эскиз
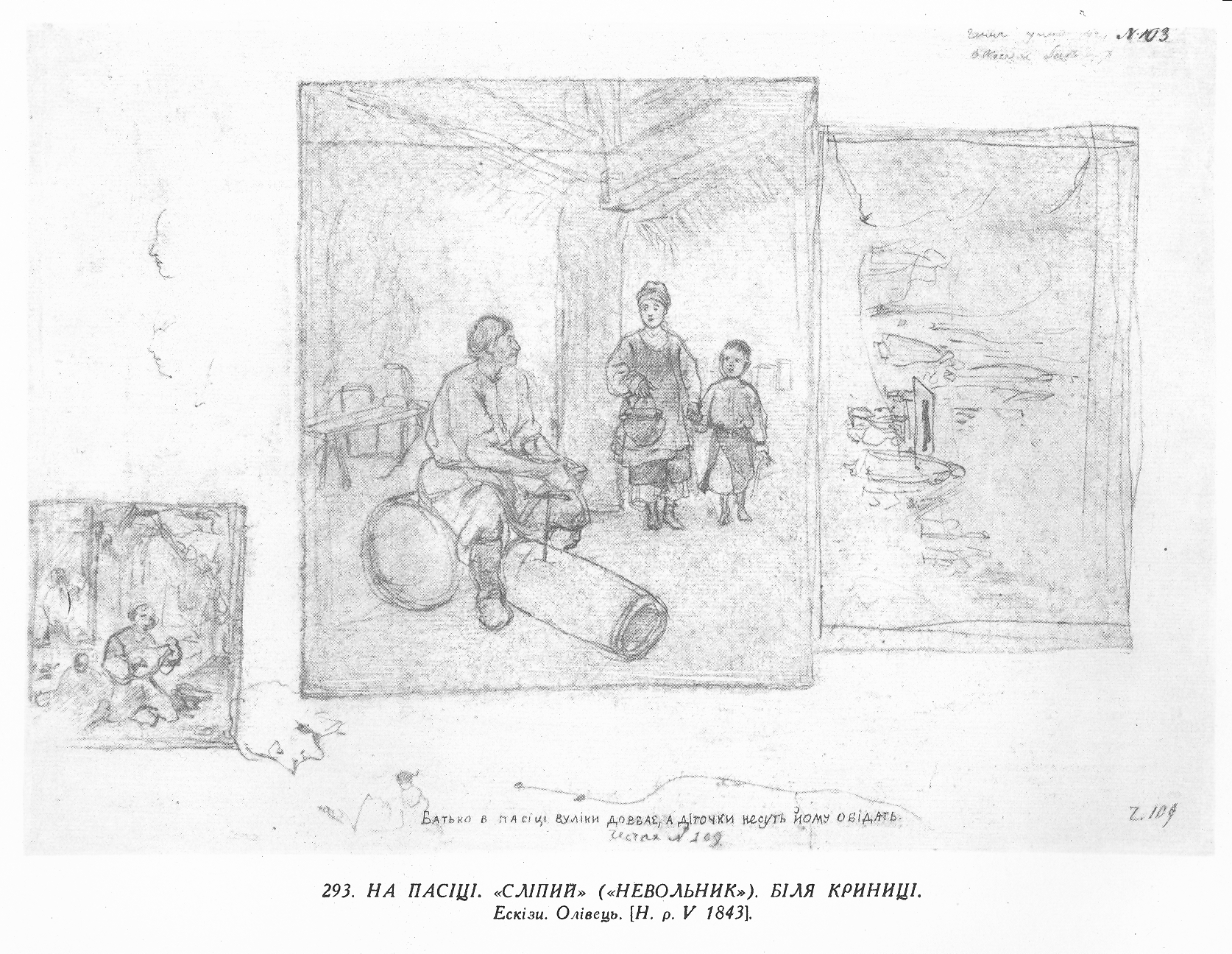
На пасеке. Кобзарь с поводырём. У колодца, наброски
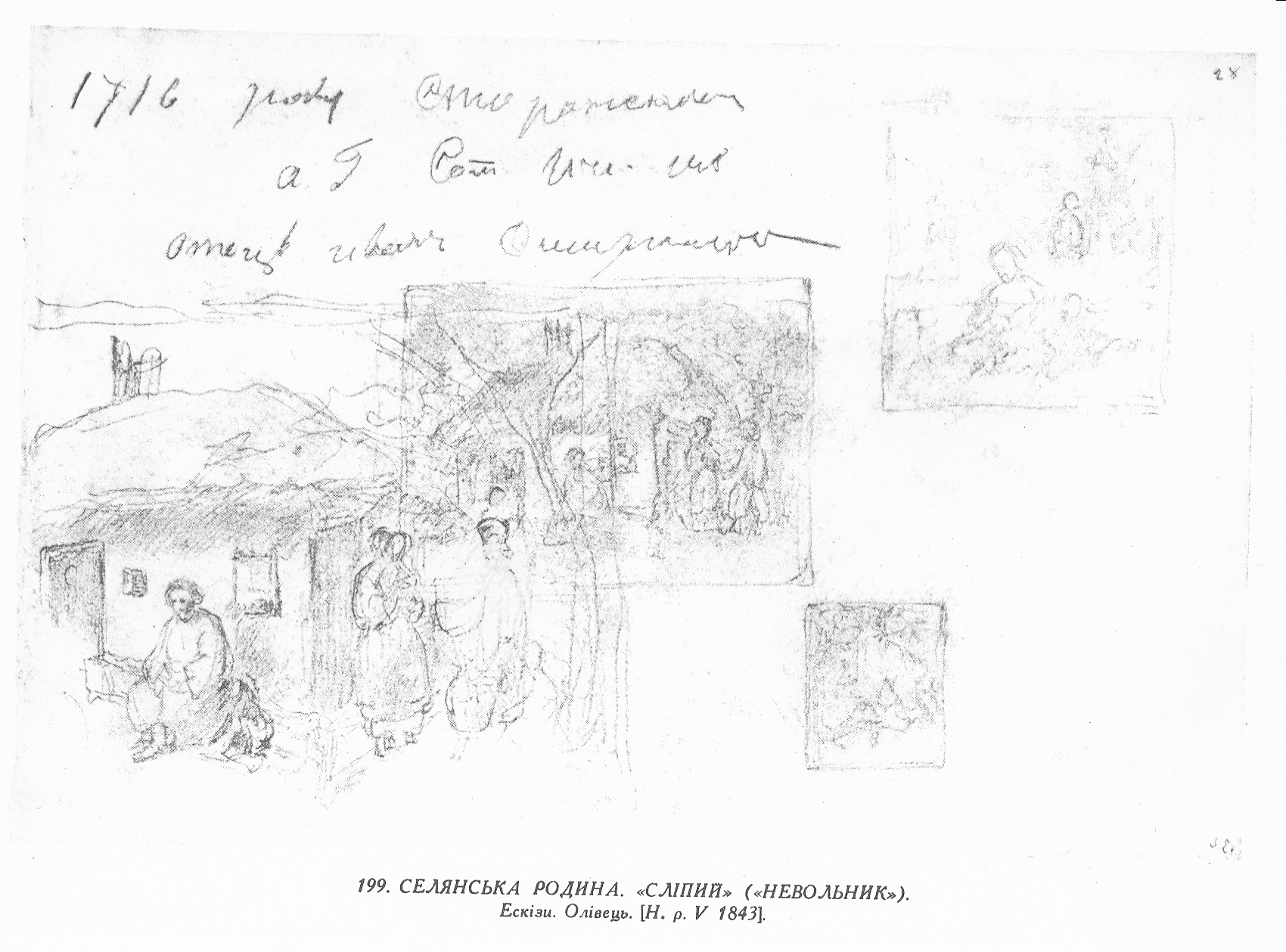
Крестьянская семья. Кобзарь с поводырём, наброски
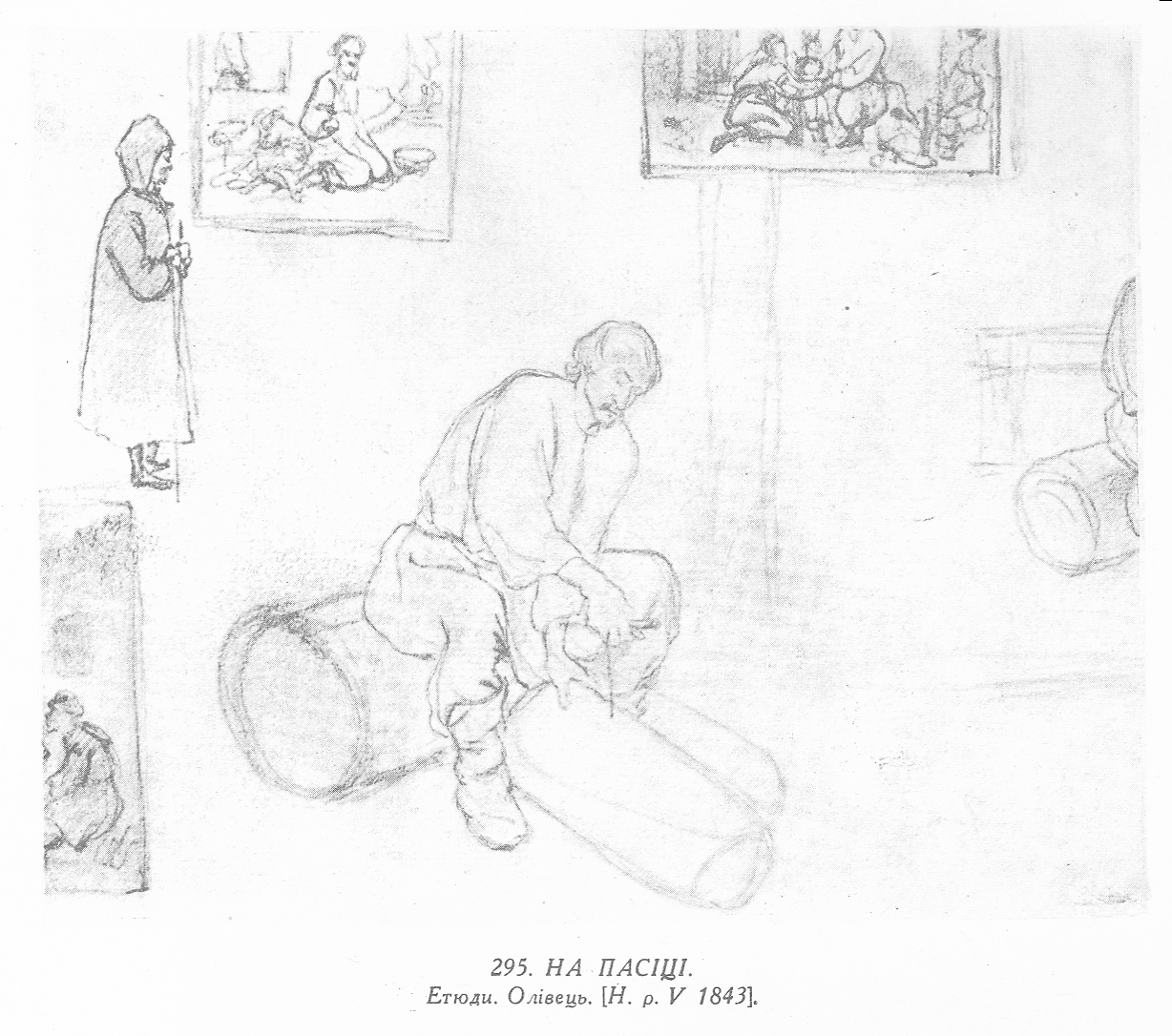
На пасеке, наброски находившиеся на обороте оригинального рисунка

### Комментарий
1. ↑  Согласно альтернативному описанию, это пожилой человек.
2. ↑  Согласно альтернативному описанию, это две женщины.
3. ↑  Перевод Николая Асеева.

## Ссылка
- «Сліпий» («Невольник»). Ізборник. Дата обращения: 6 ноября 2022. Архивировано 15 июля 2014 года.